# Ухсай, Мария Дмитриевна
Мария Дмитриевна Ухсай (при рождении Мухина; (25 января 1908, село Карачево, Казанская губерния — 25 сентября 1969, там же) — советская русская и чувашская писательница, переводчик и драматург. Заслуженный деятель искусств Чувашской АССР (1968).
С 1949 года в Союзе писателей СССР.

## Биография

Мемориальная доска

Родилась 25 января 1908 года в селе Карачево Казанской губернии (ныне Козловский район, Чувашской Республики.
Училась в школе с. Карачево Козловского района, затем поступила в Чебоксарский педагогический техникум, после окончания которого получила высшее образование в Чувашском педагогическом институте.
Трудилась на педагогическом поприще в Канашском педтехникуме и Ульяновском педтехникуме. В 1940 году переехала в Чебоксары, в 1941—1945 годах работала в Главлите ЧАССР, уполномоченным главреперткома по ЧАССР.
Умерла писательница 25 сентября 1969 года в родной деревне.
Её мужем и сподвижником был чувашский поэт Яков Ухсай.

## Творчество
Первые работы: «Хăйă çути» (1947, Свет лучины), «Типĕ çыран хĕрринче» (1948, У сухого лога).
Известные книги:
- «Калавсем» (1948), Рассказы
- «Кăра çилсем» (3 кĕнекеллĕ роман, 1956, 1957, 1962), Буйные ветра
- «Драмăсем» (1961), Драмы
- «Комедисем» (1965),
- «Буйные ветры» (на русском, 1957),
- «Рассказы» (на русском, 1958);
- «Симбирские колокола» (на русском, 1971);

## Награды и премии
- Орден Трудового Красного Знамени (1960)[4].
- Заслуженный деятель искусств Чувашской АССР (1968).
- Почетная грамота Президиума Верховного Совета Чувашской АССР.